# Berliner Dialekt
Der Berliner Dialekt (auch als Berliner Mundart, Berlinerisch oder Berliner Jargon bezeichnet) ist der Dialekt (oder Urbanolekt bzw. Metrolekt, bzw. Regiolekt), der im Großraum Berlin gesprochen wird. Im Zusammenhang mit einem oft derben, aber herzlichen Humor wird diese Ausdrucksweise auch als „Schnauze mit Herz“ (Berliner Schnauze) bezeichnet. Beim Berlinerischen handelt es sich sprachwissenschaftlich nicht um einen Dialekt, sondern um einen sonst selten anzutreffenden Metrolekt, eine in großstädtischen Zentren aus einer Mischung vieler unterschiedlicher Mundarten entstehende Stadtsprache. Die Entwicklung des Berlinerischen hat die Sprache des umliegenden Landes Brandenburg beeinflusst und das regionale, ursprünglich in der Mark Brandenburg gesprochene Niederdeutsch verdrängt. Die stärkste Ausprägung hat diese „neue“ Sprache in den städtischen Bereichen Berlins erfahren. So existieren in Berlin bislang Wörter und Spitznamen, die noch nicht in die Sprache des Umlands Einzug gefunden haben. Als Sprache ist sie ständigen Wandlungen unterworfen, sodass verschiedene Angaben hier so vielleicht nicht mehr zutreffen. Zur Aussprache und üblichen Schreibweisen siehe Berlinerische Grammatik.

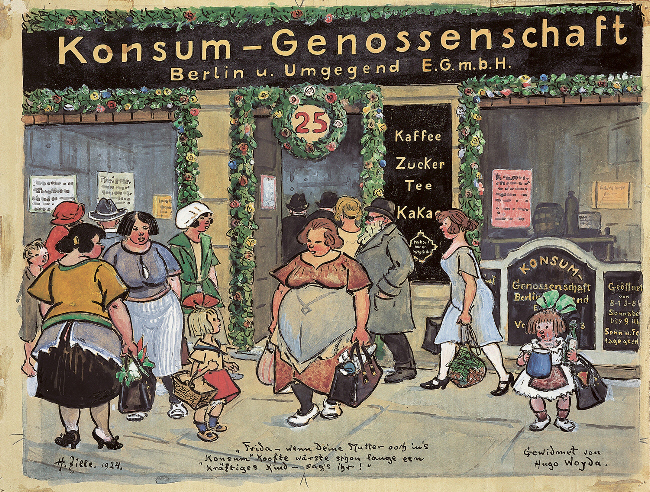
Heinrich Zille: Konsum-Genossenschaft, 1924
Bildtext: „Frida – wenn Deine Mutter ooch in’s ‚Konsum‘ koofte wärste schon lange een kräftiges Kind – sag’s ihr!“

## Geschichte
Ursprünglich wurde der Berliner Raum von Germanen besiedelt, auf die auch der Name Havel, ein Fließgewässer im Westen Berlins, zurückgehen soll. Später siedelten sich dann in mehreren Einwanderungswellen Slawen an, die bis zur Deutschen Ostsiedlung das Gebiet bewohnten und von deren früherer Existenz noch Orts- und Flurnamen wie unter anderem Kladow, Buckow und Köpenick oder der Begriff Kiez zeugen.
Die Millionenstadt Berlin liegt im Bereich der Benrather Linie, stand also seit ihrer urkundlichen Ersterwähnung 1237 unter den Einflüssen des Niederdeutschen und des Mitteldeutschen. Mit der ab 1300 einsetzenden und sich ab etwa 1500 verstärkenden Zuwanderung u. a. aus den flämischen Gebieten des Heiligen Römischen Reichs lassen sich zunehmend Veränderungen des in Berlin gesprochenen Ostniederdeutschen nachweisen bis hin zu seiner weitgehenden Aufgabe als Umgangssprache. So entstand ein eigener Metrolekt des Standardhochdeutschen mit klarer mitteldeutscher Basis, aber starkem niederdeutschen Substrat. Erst in jüngster Zeit griff dieser neue Dialekt auf das Umland über, das bis dahin ostniederdeutsch geblieben war. Das Berlinerische weist in einigen Eigenarten Parallelen zum Kölnischen („Kölsch“) auf, das ebenfalls starke Züge eines Metrolekts trägt und über Jahrhunderte durch Zuwanderung geprägt wurde (z. B. die charakteristische Anlautverweichung, beispielsweise jut, jehen).
Bis ins 18. Jahrhundert hinein war die allgemeine Umgangssprache ein märkischer Dialekt, der im späten 18. Jahrhundert durch eine mitteldeutsche Ausgleichsmundart auf obersächsischer Basis verdrängt wurde. Sie ähnelt Entwicklungen in anderen niederdeutschen Regionen, die Missingsch-Dialekte zuerst als Mischsprache mit der Kanzleisprache entwickelten und sich im Gebrauch als Umgangssprache wandelten. Die neu entstandene Ausgleichsmundart, die dem heutigen Berlinischen sehr ähnlich war, übernahm aus den angrenzenden niederdeutsch sprechenden Gebieten einzelne Wörter (ick, det, wat, doof).
Während Berlin seit 1871 einem immer stärkeren Zuzug vor allem aus Sachsen und Schlesien ausgesetzt war, der die niederdeutschen Sprachelemente zurückdrängte, kam es nach 1945 und nochmals nach 1961 zu großen Abwanderungswellen nach Westdeutschland. Da Berlin in der jetzigen Form erst 1920 entstand, gilt als Kerngebiet des Berlinischen die Fläche der heutigen Bezirke Mitte und Friedrichshain-Kreuzberg. Dazu kommen die Gebiete von Charlottenburg und Prenzlauer Berg innerhalb der Ringbahn der S-Bahn. Hier befanden sich jene Stadtteile, die besonders den genannten Einflüssen ausgesetzt waren. Die äußeren Ortsteile waren über Jahrhunderte Teil von Brandenburg, ohne intensiven Kontakt zum Berlinischen.
So wird angenommen, dass in Berlin als wichtiger Handels- und Verwaltungsmetropole schon früh ein erhöhter Druck zur Verwendung des Hochdeutschen bestand, das als Superstrat auch auf die Umgangssprache der Bediensteten, Arbeiter und Mägde übergriff. Durch die immer größer werdende Bedeutung Berlins als preußische Metropole strahlte die Berlinische Stadtmundart bereits zu Beginn des 19. Jahrhunderts in das Berliner Umland aus, wobei sie zunächst als Verkehrssprache neben den angestammten Dialekten bestand, diese aber schließlich ganz verdrängte. Dieser Dialektwechsel dauert bislang an, und der Druck zum Hochdeutschen hat sich in der jüngeren Vergangenheit durch den wiedererlangten Status Berlins als gesamtdeutsche Hauptstadt wieder erhöht.
Zwischen 1949 und 1989 verließen eine Million Berliner die Stadt. Gleichzeitig kam es in Ost- wie West-Berlin zu bedeutenden Zuzügen aus dem süd-, ost- und westdeutschen Raum (Sachsen, Baden-Württemberg, NRW). Dazu kam die Aufnahme von Einwanderern aus der Türkei, Jugoslawien, Italien und dem Libanon. Dies führte zu einer starken Verdrängung des Berlinerns aus dem Alltag. Viele Neuberliner nahmen zwar Teile des Dialekts an, die Verwendung des Dialekts wurde – ebenso wie bei Dialekten in anderen Regionen Deutschlands – zunehmend als „unfein“, „proletarisch“ oder „ungebildet“ betrachtet. So liegen die Zentren des Dialekts vor allem in den Stadtrandgebieten wie Spandau, Reinickendorf, Lichtenrade, Alt-Mariendorf und in Ostbezirken, wo das Berlinern zu DDR-Zeiten weniger verpönt war als im Westen. Andererseits ist der Anteil Auswärtiger in der Stadtmitte hoch und innerhalb des S-Bahn-Rings wird Dialekt kaum gesprochen.
Unverändert wird die Sprache in Berlin von Zuwandererwellen geprägt und bleibt dementsprechend unbeständig. Die (Anfang der 1990er Jahre) zugewanderten Russlanddeutschen haben einen eigenen Dialekt entwickelt, der nur langsam ins Berlinische übergeht. Im Schnitt ist nur ein Viertel der Berliner in Berlin geboren („waschechte“ Berliner) und konnte somit den einheimischen Dialekt bereits im Kindesalter erlernen. Durch die Verbreitung im Funk und Fernsehen wurde der Berliner Dialekt dennoch in allen Teilen Deutschlands seit Mitte des 20. Jahrhunderts bekannt. Dabei fand er häufig Gefallen von Nicht-Berlinern, die bestimmte – an West-Berlin orientierte – Grundregeln als „Standard der Berliner Mundart“ verbreiteten. Dadurch wurden allerdings die historischen Varianten verwischt, sodass fälschlich kolportiert wird, der Berliner Dialekt würde in den lautlich eng verwandten Sprachgebieten des nördlichen Brandenburg und Sachsen-Anhalt ebenso gesprochen wie in Berlin („berlinern“). Ungeachtet dessen bestehen verwandtschaftliche Beziehungen, auch zum Neu-Altmärkischen im Norden Sachsen-Anhalts.
Gleichzeitig weitete sich, vor allem seit der Reichsgründung 1871, der Einfluss des Berlinischen auf das Umland, das bis dahin ostniederdeutsch geblieben war, aus. Die südmärkischen Dialekte haben sich so klar aus dem ostniederdeutschen Mark-brandenburgisch entwickelt, werden gegenwärtig jedoch oft dem ostmitteldeutschen zugeordnet, dem sie durch die Überformung näher stehen. Während der Datenerhebung für den Deutschen Sprachatlas (1880er Jahre) wurden in zahlreichen Orten, die zum Stadtgebiet Berlins gehören, niederdeutsche Mundarten oder niederdeutsch-berlinische Mischmundarten gesprochen.
Berlin hat Anteil an vielen im gesamten ostmitteldeutschen Sprachraum verbreiteten sprachlichen Eigenheiten. Viele Besucher halten diese Eigenheiten – eigentlich zu Unrecht – für „typisch berlinisch“. Als Beispiel kann die oft missverstandene Uhrzeitangabe „dreiviertel Fünf“ für 16:45 Uhr sowie „viertel Fünf“ für 16:15 Uhr dienen, die tatsächlich in weiten Teilen Ost- und Süddeutschlands sowie Österreichs gebräuchlich ist.

„Mode is et heut’, det die meisten Leute schimpfen uff det ‚Babale an der Spree‘. Dieset Wutjekeife, det ich nich bejreife, duht mir in de tiefste Seele weh. Hat ooch seine Reize – wat ick ohne Neid seh – München, Frangfurt, ‚Dräsen‘ und Polzin: det war wirklich klassig, wat patent un rassig, Mensch! det jiebt et doch bloß in Berlin!“

„Georg Hermann sagt einmal sehr fein und richtig, das Berlinische liegt nicht in den Worten, nicht im Reichtum von Bildern, auch nicht im ‚ick‘ und ‚det‘. Es bestehe in der Denkweise und im Ton, in der Melodik oder Unmelodik, mit der so ein Satz hingelegt wird. Man könne, wenn man Ohr hat, heraushören, aus welcher Stadtgegend der Sprecher stamme […] Dann gibt’s noch den unrichtigen Berliner. Das ist der, der am meisten berlinisch spricht, in andern Orten alles abscheulich findet, mäkelt und stänkert und der in Wirklichkeit gar nicht aus Berlin stammt. Also Achtung vor dem unrichtigen Berliner!“

### Einflüsse
Im Kern ist das Berlinische ostmitteldeutsch geprägt, mit Einflüssen aus dem mittelmärkischen (niederdeutschen) Substrat, aus dem es hervorgegangen ist, v. a. im Vokalismus und bei Funktionswörtern. Im bekannten Vers Icke, dette, kieke ma, Oogen, Fleesch und Beene, wenn de mir nich lieben tust, denn lieb ick mir alleene sind nur zwei Worte (lieben/lieb, tust) klar mitteldeutschen, drei (icke/ick, dette, kieke) klar mittelmärkischen Ursprungs, eines (mir statt mich, aufgrund des Zusammenfalls beider Formen in nd. mi) zeigt mittelmärkisches Substrat, zehn Worte (ma, Oogen, Fleesch, und, Beene, wenn, de nich, denn, allene), sind Formen, in denen Ostmitteldeutsch und Mittelmärkisch übereinstimmen.
Lange Zeit wurde das Berlinische (oder Berlinerische, wie der Berliner sagt) als Verballhornung des Hochdeutschen betrachtet. Diese Sicht ergab sich gerade durch den allgegenwärtigen Sprachwitz der Berliner, der gern mit Verschiebungen aufgeschnappter Begriffe arbeitet. Als Zentrum Brandenburgs, Preußens, des Deutschen Reiches, der DDR (Ost-Berlin) und als Bundeshauptstadt Deutschlands war Berlin immer Zentrum von Handel, Verkehr, Aus- und Zuwanderung. Für die Sprache waren verschiedene Einflüsse wichtig.
Berlinisch hat durch den Zuzug vieler Bevölkerungsgruppen eine Reihe von Worten und Redewendungen aufgenommen, die sowohl Dialekten und Umgangssprachen Zugewanderter entstammen und nicht im deutschen Sprachraum geläufig sind. Durch die starke sprachliche Verschleifung ist die Herkunft oft kaum zu erkennen. Eine Reihe von Wörtern entstammen dem Rotwelschen.
- Flämisch wirkte durch die im 12. und 13. Jahrhundert angesiedelten Flamen, vor allem auf dem Lande („Fläming“), deren Nachkommen zum Teil in die Stadt zogen. Es wurden die Fernhandelskaufleute aus Flandern, die zur Gründung der Stadt beitrugen, zum Teil ansässig.
- Das Französische wirkte durch die Hugenotten und die Napoleonische Besetzung. Der preußische Königshof nutzte es ohnehin, wie fast alle Adligen vor allem des 18. Jahrhunderts, als Umgangssprache im Streben, Versailles zu kopieren; hierzu trug Voltaire durch seine enge Beziehung zu Friedrich II. bei.
- Hebräischer Einfluss durch Juden, die als Flüchtlinge im 16. und 17. Jahrhundert (z. B. 1671 aus Österreich) nach Berlin kamen.
- Die jiddische Sprache durch den Zuzug von Ost-Europäischen Juden im 19. und 20. Jahrhundert.
- Das Polabische, das bis in das späte Mittelalter im Raum Berlin-Brandenburg gesprochen wurde, aber auch das Wendische im Berliner Einzugsgebiet waren die anfänglichen Einflüsse der Slawischen Sprachen. Im Weiteren beeinflusste das Polnische aus Schlesien und das Tschechische aus Böhmen durch Ansiedlung seit dem 15. Jahrhundert. Die Ansiedlung von russischen Einwanderer etwa nach der Oktoberrevolution, später den Spätaussiedlern brachte Einflüsse aus dem Russischen im 19. und 20. Jahrhundert hinzu.

Viele der typischen Berliner Ausdrücke lassen so den Rückschluss auf ihren Ursprung zu. So soll die Redensart „Mir is janz blümerant“ von französisch ‚bleu mourant‘ (‚blassblau‘; ‚sterbend blau‘) stammen.
Als Berlinisch wird oft fälschlicherweise der Ausspruch „Mach keene Fisimatenten“ genannt, das angeblich die Berliner aus ‚visitez ma tente‘ (französisch Besuchen Sie mein Zelt) entwickelt haben sollen. Dieser Ausdruck ist ebenso in anderen, durch französischen kulturellen Einfluss und militärische Besatzung geprägten Regionen verbreitet, so etwa in der Pfalz und im Rheinland. Der Überlieferung nach riefen dies französische Soldaten während der Zeit der französischen Besetzung der Stadt unter Napoleon den jungen Berliner Mädchen hinterher. Bei den Müttern der Mädchen führte das zu der ernsten Ermahnung, keine „Fisimatenten“ zu machen. Andere Erklärungen reichen auf ältere Ursprünge zurück.
Die berühmte Berliner Bulette ist eine Eindeutschung der französischen „Boulette“, des (Fleisch)-Bällchens.

### Mundart
Durch die allgemein weitgehende Verwendung von Begriffen des Hochdeutschen gab es bisher keine Notwendigkeit für einen schriftlichen Gebrauch und das Berlinische bleibt eine Mundart. Das mag darauf zurückzuführen sein, dass Berlinisch innerhalb der Region lange Zeit als Dialekt der einfachen Leute verpönt war. Die Bildungsschicht bemühte sich stets distanzierend um einwandfreies Hochdeutsch. Der Wortschatz des Berlinischen ist im Brandenburg-Berlinischen Wörterbuch erfasst und beschrieben.
Bei der schriftlichen Fixierung des Berlinischen herrscht Unsicherheit, da jeder Sprecher die Lautung verschieden stark einsetzt und je nach Gelegenheit stärkere hochdeutsche oder stärker „berlinernde“ Lautung verwendet. Einen Konsens zur schriftlichen Fixierung gibt es nicht. In Büchern wählt jeder Verleger eine eigene Variante. Die überwiegende Zahl der Publikationen mit eingebetteten berlinischen Texten verwendet eine hochdeutsche Rechtschreibung, bei der Buchstaben, Buchstabengruppen oder ganze Worte ersetzt werden, wenn sie in der Mundart stark von der üblichen Aussprache des Hochdeutschen abweichen. Dies ermöglicht gewöhnlich jedem Deutschsprechenden, nach kurzer Eingewöhnungszeit zum Erlernen der Ersetzungen, die Berlinischen Texte zu verstehen. Erschwert wird dadurch die Suche nach Belegen.

### Gegenwart

„Kiek ma, frische Beeren inna Stadt!“ – Werbung auf Berlinisch auf der IFA 2011

Das Berlinische ist das zentrale Idiom eines Regiolektgebiets, das sich über Berlin, Brandenburg und Teile Mecklenburg-Vorpommerns und Sachsen-Anhalts erstreckt. Im brandenburgischen Umland gilt Berlinisch seit dem 20. Jahrhundert als selbstverständlicher, umgangssprachlicher Standard. Doch in der Stadt selbst, vor allem in West-Berlin, entstanden durch Zuzug und bildungsbürgerliche Dialektflucht Entwicklungstendenzen des Berlinischen zu einem Soziolekt.
Die südmärkischen Dialekte zeichnen sich durch eine fast hochdeutsche Aussprache mit einigen Synkopen und Apokopen aus, die aber in den meisten deutschen Mundarten gleich sind. Dennoch bleibt Berlinisch vor allem wegen der starken Zusammenziehungstendenzen über mehrere Wörter und der Anpassung selbst von Fremdwörtern und Anglizismen dem oberdeutschen Sprecher gewöhnungsbedürftig. Besonders zu erwähnen dabei ist das „wah?“, das so viel bedeutet wie ‚nicht wahr?‘. Bis auf den Südosten (Neulausitzisch und Niederlausitzer Mundart) des Verbreitungsgebietes wird überall meist das g am Wortanfang zu j, also ‚jut‘ statt ‚gut‘.
Gelegentlich findet sich das Berlinische in der Werbung wieder, um ein Lokalkolorit zu unterstreichen.

## Sprachelemente

### Grammatik
Die Grammatik und dazugehörende Syntax weichen zum Teil deutlich von der Hochsprache ab, in Brandenburg oft stärker als in Berlin.
Adverbien und Adjektive können problemlos wechselweise gebraucht werden. Für ‚geschlossene Tür‘: ‚ne zue Tür‘ oder ‚komm oben‘ was ‚komm herauf‘ bedeutet.
Die Konjunktionen erscheinen in alter Form, also ‚als wie‘ statt ‚wie‘, ‚denn‘ statt ‚dann‘ und ‚wenn‘ statt ‚wann‘, ‚wie‘ = ‚als‘, ‚worum‘ statt ‚warum‘.

#### Personalpronomen
Der Akkusativ und Dativ werden kaum unterschieden. Im Akkudativ nutzt der Berliner sowohl für ‚mir‘ als auch für ‚mich‘ den Universalausdruck ‚mir‘. „Der Berlina sacht imma mir, ooch wenn et richtich is“ (Volksmund). Allerdings findet sich schon 50 Kilometer südlich der südbrandenburgische ‚Michel‘, der prinzipiell den Akkusativ benutzt: „Bring mich mal die Zeitung“.
Für den Hang des Berliners, mir statt mich zu verwenden, wird eine niederdeutsche Grundlage gesehen; die oft gerügte mangelnde Unterscheidung von Akkusativ und Dativ entspricht dem Brandenburger Niederdeutschen, wo die Pronomina mir/dir und mich/dich in beiden Fällen gleich lauten, nämlich mi/di oder mai/dai.
Für das Hochdeutsche ich wird in Berlin ick beziehungsweise zur Steigerung icke verwendet.
Ein Beispiel für diese berlinerische Grammatik ist der Berliner Spruch „Icke, dette, kieke mal, Oogn, Fleesch und Beene, wenn de mir nich lieben tust, lieb ick mir alleene.“ (‚Ich, das, schau mal, Augen, Fleisch und Beine, wenn du mich nicht liebst, liebe ich mich alleine.‘)
Übersichtstabelle:
|           | 1. Pers. Sg.          | 2. Pers. Sg.       | 3. Pers. Sg.: m. / f. / n. | 3. Pers. Sg.: m. / f. / n. | 3. Pers. Sg.: m. / f. / n.                          | 1. Pers. Pl.                                              | 2. Pers. Pl. | 3. Pers. Pl.        | Höflichkeitsform |
| --------- | --------------------- | ------------------ | -------------------------- | -------------------------- | --------------------------------------------------- | --------------------------------------------------------- | ------------ | ------------------- | ---------------- |
| Nominativ | ick icke (gesteigert) | du -e (enklitisch) | er -er (enklitisch)        | sie se, -se (enklitisch)   | et -’s, -s (enklitisch; historisch junges Phänomen) | wir wa, -wa (enklitisch) mer (enklitisch und assimiliert) | ihr          | sie se (enklitisch) | Sie              |
| Akkudativ | mir                   | dir                | ihn                        | ihr                        | et -’s, -s (enklitisch; historisch junges Phänomen) | uns                                                       | euch         | sie se (enklitisch) | Sie              |

Das Berliner Er/Wir
Das Berliner Er ist eine in Berlin manchmal noch anzutreffende Form der Anrede, die früher im deutschsprachigen Raum allgemein als eine mögliche Anredeform gegenüber Untergebenen und rangniederen Personen benutzt wurde (siehe: Erzen). Hierbei wird die dritte Person Singular als Anrede genutzt. So kann es vorkommen, dass in Berlin gefragt wird: „Hatter denn ooch’n jült’jen Fahrausweis?“ („Hat er denn auch einen gültigen Fahrausweis?“) oder „Hattse denn die fümf Euro nich’n bisken kleena?“ („Hat sie denn die fünf Euro nicht ein bisschen kleiner?“ → Bedeutung: ‚Hatter‘ = ‚Hat er‘ und ‚Hattse‘ = ‚Hat sie‘).
Teilweise mag noch die Redewendung in der ersten Person Plural geläufig sein (Pluralis Benevolentiae oder Krankenschwester-Plural): „Na, hamwa nu det richt’je Jesöff jewählt?“ oder „Da warn wa wohl’n bisken fix, wa?“. Vergleiche dazu die herrschaftsbetonte Selbstbezeichnung im Pluralis Majestatis, die gegenüber sozial Gleich- oder Niedergestellten in der Neuzeit noch zuweilen als spöttische Anrede verwendet wird.

### Laute

#### ‚j‘ statt ‚g‘
Die lokale Lautung hat ebenfalls viele Besonderheiten. Zugezogene bemerken zuerst den Ersatz von g durch j. Das g wird eigentlich als ein Frikativ-Laut ɣ erhalten (Velare Spiranz wird zur Palatalen Spiranz), das insbesondere nach dunklen Vokalen eher wie hochsprachliches r klingt, jedoch nach den hellen Vokalen und Halbvokalen i, e, l, r wird der Laut als j gesprochen, ebenso im Anlaut (‚Garage‘ zu ‚Jarasche‘). In vielen hochdeutschen Dialekten wurde der Frikativ schon im frühen Mittelalter zu einem Plosiv, der das standarddeutsche g darstellt.

#### Monophthonge
Viele Diphthonge werden zu langem Monophthong: au zu oo, ei zu ee. Dies geschieht jedoch nur, wo ei/au schon im Mittelhochdeutschen, bzw. ee/oo schon im Niederdeutschen vorlagen. So wird zwar ein (mhd. ein) → een (nd. een) und Rauch (nördliches mhd. rauch) → Rooch (nd. rook; vgl.: Ick rooch mir eene.), aber es bleiben zum Beispiel Eis (mhd./nd. îs) und Haus (mhd./nd. hûs). Diese Verteilung entspricht sowohl dem Niederdeutsch der Mittelmark, das vor Eindringen des Hochdeutschen in Berlin gesprochen wurde, als auch dem Osterländischen, dem deutschen Dialekt, der das Niederdeutsche in Berlin ursprünglich ablöste. Das Osterländische verbreitete sich in Berlin durch Handelsbeziehungen mit der Stadt Leipzig und galt in der frühen Neuzeit durch das Renommee Sachsens als Prestigedialekt.

#### Hochdeutsche Lautverschiebung
Als mitteldeutscher Dialekt an der Grenze zum Niederdeutschen hat das Berlinische die zweite Lautverschiebung in einigen Fällen nicht durchgeführt und behält, wie das Ripuarische, einige verbliebene Reliktworte sowie geminiertes ‚p‘: ‚det‘/‚dit‘ für ‚das‘, ‚wat‘ für ‚was‘ und ‚et‘ für ‚es‘ sowie ‚Appel‘ und ‚Kopp‘ für ‚Apfel‘ und ‚Kopf‘. Das Beibehalten von ‚p‘ statt ‚pf‘ entspricht ebenfalls dem Osterländischen.

### Beschleunigung durch Zusammenziehung
Der Berliner zieht Wörter, die im Hochdeutschen eigentlich auseinandergeschrieben werden, oft zusammen: aus (a)uf dem wird uffm.

## Redewendungen
Das Berlinische kennt viele Redewendungen, die teils außerhalb Berlins bekannt geworden sind. Hier sind einige aufgeführt:
- „JWD“ = ‚janz weit draußen‘.
- „Na Mann, du hast heut’ aba wieda ’ne Kodderschnauze“, ist sowohl negativ wie positiv gemeint. Kodderig steht für ‚übel‘ sein (vom Befinden), und gleichzeitig für ‚frech, unverschämt‘ (ähnlich wie ‚schäbbig‘ im Ruhrdeutschen/Westfälischen). „Ne koddrige Schnauze“ ist ein ‚loses Mundwerk‘, das zu allem und jedem „sein’ Senf beijehm muss“ (seine – meist überflüssigen – Kommentare dazugeben muss). Eine Randbemerkung ist so nicht ursächlich beleidigend gemeint, auch wenn sie in anderen Kreisen nur gesagt würde, wenn sie beleidigen soll. Über solche Sätze gehen die Berliner schlicht hinweg und geben einfach einen ähnlichen Satz zurück. Die so entstehenden „Gespräche“ sind noch immer in den Berliner Straßen zu hören, wenn auch bisweilen in hochsprachlicher Lautung. Die sprachlichen und kulturellen Besonderheiten werden miteinander in Verbindung gesehen: Wer berlinert, dem werden auch ein paar lose Sprüche zugetraut.
- Auch die Redensart „bis in die Puppen“ geht auf eine Berliner Lokalität zurück: Im 18. Jahrhundert war im Tiergarten der Platz Großer Stern mit Statuen geschmückt, die typisch-lapidar „Die Puppen“ genannt wurden. Wer sonntags besonders weit flanierte, spazierte also „bis in die Puppen“.
- „Da kamma nich meckan.“ – angeblich das größte Lob, das der Berliner zu vergeben hat.

## Berolinismen
Der Berliner Volksmund ist berühmt dafür, allgegenwärtig mit Spitznamen durchsetzt und vergleichsweise ruppig zu sein. Wie bei allen Spitznamen (im 17. Jahrhundert spitz = verletzend) handelt es sich meist um Spottnamen, die einen kurzen Ersatznamen für den realen Namen geben, der sich aus den Charakteristika der Sache oder der Person ergibt. Sie werden als Berolinismen bezeichnet. Viele der in Reiseführern und ähnlichen Publikationen genannten Spitznamen sind in der Berliner Alltagssprache kaum gebräuchlich. Ein Beispiel dafür ist die Bezeichnung „Telespargel“ für den Berliner Fernsehturm. Dieser – von offizieller Seite erfundene – Spitzname fand im Volksmund nur wenig Verbreitung.

## Weitere Textbelege

### Aussprachebeispiele
Im Folgenden markiert der Doppelpunkt eine Entsprechung oder Wortgleichung, in der Form Standarddeutsche Form: Berliner Dialektform. Beide Sprachformen sind unabhängig voneinander auf der Grundlage älterer Dialekte entstanden; es wäre falsch, davon auszugehen, eine der beiden Formen sei aus der anderen hervorgegangen. Manche Berliner Dialektformen bewahren niederdeutsche Formen, die die hochdeutsche Lautverschiebung oder die Diphthongierung langer geschlossener Vokale nicht aufweisen, oder sonst ursprünglicher sind, z. B. der Wechsel f → v in doof → dove, der im Niederdeutschen und übrigens auch im Niederländischen regelmäßig ist und nur im Standarddeutschen aufgegeben ist, jedenfalls im Süden, da er den dort heimischen Dialekten fremd ist.
- auch: ooch [oːχ]
- auf [aʊ̯f]: uff [ʊf]
- bisschen [ˈbɪsçən]: bisken / bissken [ˈbɪsʝən]
- dann [dan]: denn [dɛn] (n [n̩] bei Verschmelzung: was ist denn? [vasˈɪsˌdən]: wat is ’n? [vatˈɪzn], verkürzt: wat’n? [ˈvatn])
- das [das]: det [dɛt] / dit [dɪt]
- die [diː]: die [diː] / de [də] (ne [nə] bei Verschmelzung: in die [ɪn diː]: inne [ɪnə] Beispiel: „Ick jeh’ inne Wanne.“)
- doofe [ˈdoːfə]: dove [ˈdoːvə]
- ein [aɪ̯n]: ’n [n̩] (unbestimmter Artikel)
- es [əs]: et [ət] (t [⁠t⁠], zum Teil auch s, bei Verschmelzung: wenn er es [ˈvɛnˀeːɐ̯ˀəs]: wennat [ˈvɛnat], geht es: jeht et, aber verkürzt jeht’s; letzteres ist aber ein historisch junges Phänomen)
- -es [-əs]: -et [-ət] (alles [aləs]: allet [alət])
- etwas [ˈɛtvas] / was [vas]: wat/watt [vat]: Haste wat zu melden?
- fünf [fʏnf]: fümve [ˈfʏmvə]: Vergleiche: Da lasse wa mal fünfe/fümve jrade sin.
- gucken [ˈgʊkən]: kiek’n [ˈkiːkŋ̍]
- ich [ɪç]: ick [ɪk]
- kein [kaɪ̯n]: keen [keːn] (mit Suffixen -e, -er, -s; Beispiel: „Ham se/wa keene Würschte mehr?“)
- nein [naɪ̯n]: nö [nøː] / nee [neː]
- nicht [nɪçt]: nich [nɪç]
- nichts [nɪçts]: nüscht [nʏʃt] / nichs [nɪçs] / nix [nɪks]
- Schnauze: Schnute (im Sinne von ‚Mund‘ bzw. ‚Gesicht‘ bei: „Zieh nich so ’ne Schnute!“), alternativ: Fresse
- solche [ˈzɔlçə]: so ’ne [ˈzoːnə] (auch für die Mehrzahl)
- und [ʊnt]: un/un’ [ʊn]
- viele [ˈfiːlə]: ville [ˈfɪlə] oder vülle [ˈfʏlə]
- weil [vaɪ̯l]: wall [val]

### Textbeispiele
| Die Allerschürfste Du denkst, Du bist die Allerschürfste für mich, biste aba nich. Ick fin Dir widerlich. Du denkst, Dir findet wirklich jeder hier geil, is aber nich so, janz im Jejenteil. Du kommst hier reien als jehört Dir die Welt, als wär jeder Tisch nur für Dir bestellt. Du glotzt ma an, hau ab, Du machst mir noch krank. Du willst all’n jefallen. Du hast nich mehr alle Tassen im Schrank. Du nervst, Du nervst. Ick würd Dir so jern eine hauen. Du bist völlich behämmert. Du hast nich mehr alle Latten am Zauen. Is doch wahr … Du denkst, Du bist die Allerschürfste für mich, biste aba nich. Ick fin Dir widerlich. Du denkst, Du bist wirklich unwiderstehlich, biste aba ebend jerade nich. |  | Die Allerschärfste Du denkst, Du bist die Allerschärfste für mich, bist Du aber nicht. Ich finde Dich widerlich. Du denkst, dass Dich wirklich jeder hier geil findet, Das ist aber nicht so, ganz im Gegenteil. Du kommst hier rein als gehörte Dir die Welt, als wäre jeder Tisch nur für Dich bestellt. Du schaust mich an, hau ab, Du machst mich noch krank. Du willst allen gefallen. Du hast nicht mehr alle Tassen im Schrank. Du nervst, Du nervst. Ich würde Dir so gerne eine hauen. Du bist völlig behämmert. Du hast nicht mehr alle Latten am Zaun. Ist doch wahr … Du denkst, Du bist die Allerschärfste für mich, bist Du aber nicht. Ich finde Dich widerlich. Du denkst, Du bist wirklich unwiderstehlich, bist Du aber eben gerade nicht. |

– Die Ärzte: Die Allerschürfste, Album Die Bestie in Menschengestalt, 1993
_______________________________________
| Berliner Klopsgeschichte Ick sitz’ am Tisch und esse Klops, uff eenmal klopp’s. Ick kieke, staune, wunda mir, uff eenmal jeht se uff, de Tier! „Nanu!“, denk’ ick, ick denk’: „Nanu? Jetz isse uff, erst war se zu?!“ Ick jehe raus und kieke und wer steht draußen? … Icke. |  | Berliner Klopsgeschichte Ich sitze am Tisch und esse Klöße, auf einmal klopft es. Ich schaue, staune, wundere mich, auf einmal geht sie auf, die Tür! „Nanu!“, denke ich, ich denke: „Nanu? Jetzt ist sie auf, erst war sie zu?!“ Ich gehe raus und schaue und wer steht draußen? … Ich. |

– Ewald Harndt: Französisch im Berliner Jargon. Das Neue Berlin, Berlin 1967; sowie Online in der Google-Buchsuche, Jaron-Verlag, Berlin 2005
__________________________
| Die Pferdebahn Ach is dett jemütlich uff de Pferdebahn, dett eene Pferd, ditt zieht nich, dett andre, dett is lahm, der Kutscher kann nich kiek’n, der Konduktör nich seh’n, und alle zehn Minuten, da bleibt die Karre steh’n. |  | Die Pferdebahn Ach ist es gemütlich auf der Pferdebahn, das eine Pferd, das zieht nicht, das andere, das ist lahm, der Kutscher kann nicht gucken, der Kondukteur nichts sehen, und nach zehn Minuten, da bleibt der Wagen stehen. |

– Anonym: aus Hans Ostwald: Der Urberliner
________________________________________
Budiker Friebel 1780, Molkenmarkt 11

Meine Wurscht is jut,

wo keen Fleisch is, da is Blut,

wo keen Blut is, da sind Schrippen,

an meine Wurscht ist nich zu tippen.
________________________________________

„Und was ist ihr Beruf, Fräulein?“ – „Ick arbeete uff Strom!“ – „Dann hat ihr Vater einen Kahn?“ – „Ach nee, uff die A.E.G.“

________________________________________

### Sprechbeispiele
Einige Synkopen:
- jehn – gehen
- kehna – keiner
- Watt’n? – Was denn?
- haste – hast du
- Der Hamma liecht uffm Tüsch. – Der Hammer liegt auf dem Tisch.
- Jips jibs inna Jipsstraße. Jibs da keen Jips, jibs jar keen Jips. – Gips gibt es in der Gipsstraße. Gibt es da keinen Gips, gibt es gar keinen Gips.
- Ne jut jebratne Janz is ne jute Jabe Jottes. – Eine gut gebratene Gans ist eine gute Gabe Gottes.
- Dit jibs ja janich – Das gibt es ja gar nicht
- Dit is ja JWD. (janz weit draußn / ganz weit draußen) – im Sinne von weit weg, außerhalb
- Watt soll’n dit? – Was soll denn das?
- Ick kanns nich glob’n. – Ich kann es nicht glauben.
- Allet juht – Alles gut
- Ick hab’ – Ich habe
- Dit hamm' wa – Das haben wir

Verwandtschaft:
- die Keule – kleiner Bruder
- der Atze – großer Bruder (auch im Sinne von „enger Freund“)
- die Schwelle – Schwester
- die Ollen – Eltern
- meene Olle – meine Ehefrau
- die Ische – Lebensabschnittsgefährtin

Zusammenziehungen:
- „(de)tjibs(do)onich! (de)tkannowo(l)nneewas(e)in!“ – Das gibt es doch nicht! Das kann doch wohl nicht wahr sein!
- „(de)thajkda schomaj(e)sacht. (de)twürd nienlehmwat.“ – Das habe ich dir schon mal gesagt. Das wird nie im Leben was.
- „Ikrij(e)tnich hin. Kannstma kiekn?“ – Ich kriege es nicht hin. Kannst du mal gucken?

### Wörterbücher
- Der kleine Duden, Sonderausgabe Berlin. Dudenverlag, Mannheim 2005, ISBN 3-411-14072-0.
- Jens Runkehl (Zusammenstellender): Lilliput Berlinerisch. Langenscheidt, Berlin/München 2017, ISBN 3-468-19913-9.
- Peter Schlobinski: Berliner Wörterbuch. Arani Verlag, Berlin 1993, ISBN 3-7605-8640-6.
- Brandenburg-Berlinisches Wörterbuch.
- Joachim Wiese: Kleines Brandenburg-Berliner Wörterbuch. Reclam, Leipzig 1996, ISBN 3-379-01574-1
- Theodor Constantin: Berliner Schimpfwörterbuch. 8. Auflage. Edition Jule Hammer. Haude & Spener, Berlin 1984, ISBN 3-7759-0236-8.
- Hans Ostwald: Berlinerisch (= Was nicht im Wörterbuch steht. Band II). Piper Verlag, München 1932.
- Norbert Dittmar, Peter Schlobinski, Inge Wachs: Berlinisch – Studien zum Lexikon, zur Spracheinstellung u. zum Stilrepertoire; [Forschungsprojekt Stadtsprache]. Berlin Verlag, Berlin 1986, ISBN 3-87061-914-7.

### Tonträger
- 80 Lieder mit Berliner Schnauze – Heimweh nach Berlin. 4 CDs. Membran Music, Vertrieb Grosser und Stein 2005, ISBN 978-3-86562-233-4.
- Habn Sie ’ne Ahnung von Berlin! – Heitere Lieder und Couplets von Otto Reutter. Hrsg. von Helga Bemmann. Parthas Verlag, Berlin 2002, ISBN 978-3-932529-44-3.

### Sprachführer und Beispiele
- Sibylle Kohls: Kauderwelsch, Berlinerisch, das Deutsch der Hauptstadt. Reise Know-How Verlag, Bielefeld 2011, ISBN 3-89416-508-1.
- Adolf Glaßbrenner: „ne scheene Jejend is det hier!“: Humoresken, Satiren, komische Szenen. Berlin 1986, Eulenspiegel Verlag.
  - Jana Mussik: Der Berliner Dialekt von Adolf Glaßbrenner: „…ne scheene Jejend is det hier!“ GRIN Verlag, 2018, ISBN 3-668-81959-9.
- Hans Meyer, Siegfried Mauermann, Walther Kiaulehn: Der richtige Berliner: in Wörtern und Redensarten. ISBN 3-406-64931-9 (Nachweis von Digitalisaten älterer Ausgaben auf Wikisource).
- Roland Putzker (Illustrator): Sprechen Sie Berlinerisch? Für Berliner und solche, die es noch werden wollen. Tosa Verlag, 2006, ISBN 3-902478-40-3
- Jan Eik und Jutta Voigt: Der Berliner Jargon. Jaron Verlag, 2018, ISBN 978-3-89773-852-2.
- Gisela Buddée: Wat dem Berliner det Leben lernt: Berlinisch von A–Z. Ellert & Richter Verlag, 2009, ISBN 3-8319-0380-8.
- Edda Prochownik: Da kiekste, wa?! Berlinisch – eine Sprache mit Humor. Haude & Spenersche Verlagsbuchhandlung, 1995, ISBN 3-7759-0268-6.
- Ick kieke, staune, wundre mir: Berlinerische Gedichte von 1830 bis heute. Die Andere Bibliothek, 2017, ISBN 978-3-8477-2018-8.
- Sarah Böhme: Die Berliner Schnauze – Am Beispiel der gesprochenen Sprache der Komiker/innen Helga Hahnemann und Kurt Krömer. GRIN Verlag, München 2010, ISBN 978-3-640-70374-6.
- Norbert Dittmar, Ursula Bredel: Die Sprachmauer – die Verarbeitung der Wende und ihre Folgen in Gesprächen mit Ost- und WestberlinerInnen. Weidler Verlag, Berlin 1999, ISBN 3-89693-143-1.
- Brigitte Grunert: Die Berliner Mundart: Ein Sprach(ver)führer. Berlin Edition im be.bra Verlag, 2003, ISBN 3-8148-0094-X.

### Geschichtliche Entwicklung

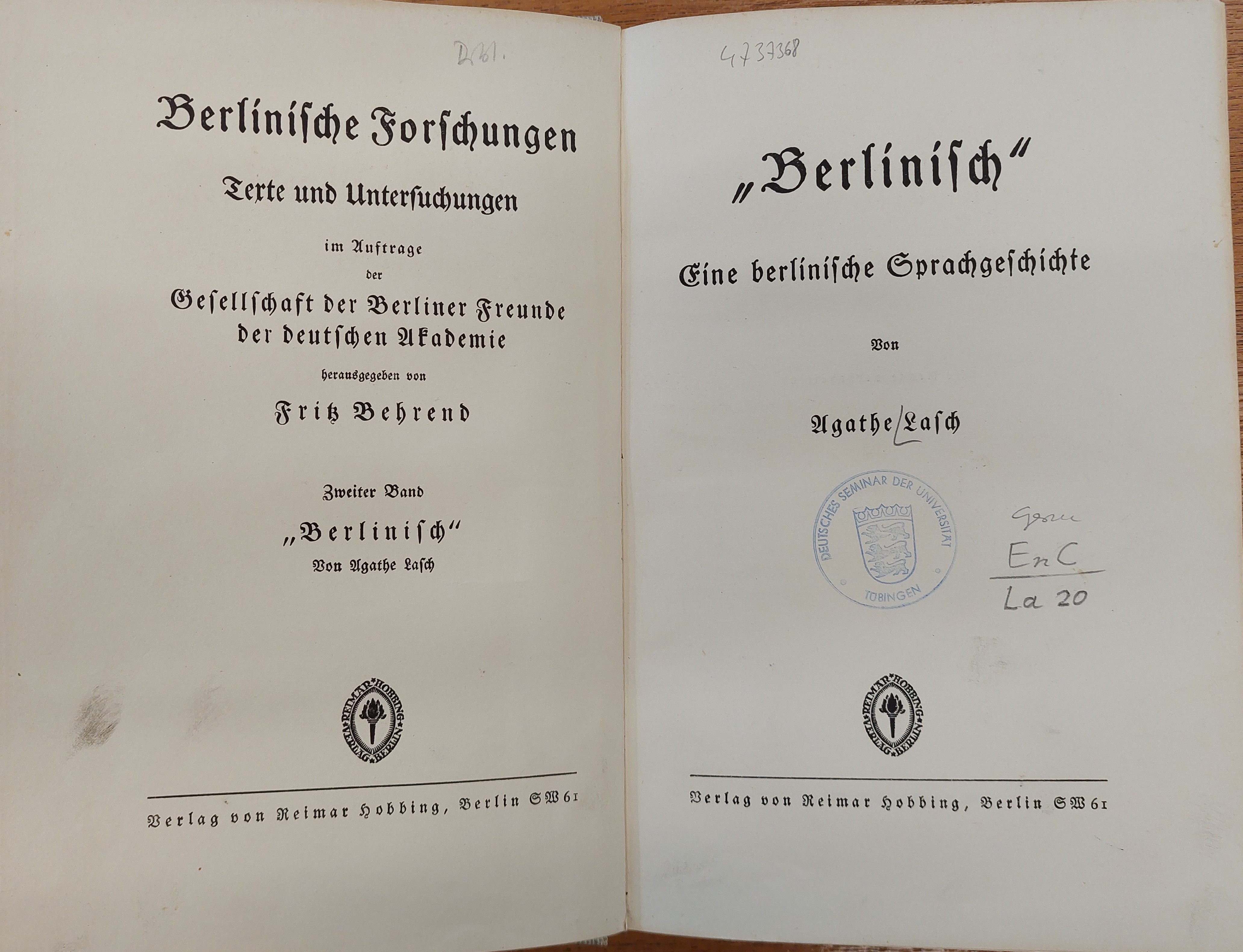
Agathe Lasch: „Berlinisch“, 1928

- Norbert Dittmar, Peter Schlobinski: Wandlungen einer Stadtsprache – Berlinisch in Vergangenheit und Gegenwart. Colloquium Verlag, 1988, ISBN 3-7678-0704-1.
- Agathe Lasch: „Berlinisch“. Eine berlinische Sprachgeschichte. Hobbing, Berlin 1928. zlb.de.
- Ewald Harndt: Französisch im Berliner Jargon. Neuausgabe. Berlin 2005, ISBN 3-89773-524-5.
- Joachim Schildt, Hartmut Schmidt: Berlinisch – Geschichtliche Einführung in die Sprache einer Stadt. Akademie Verlag, Berlin 1986, ISBN 3-05-000157-7.

### Populärliteratur
- René Goscinny, Albert Uderzo: Asterix balinat 1 – Die Platte jottweedee. Übatrajn von Silke Knocke und Sven Kugler. Mundart, Buch 20, Delta Valach, Stuttjaat 1998, ISBN 3-7704-2255-4.
- René Goscinny, Albert Uderzo: Asterix Mundart Berlinerisch II: Asterix und det Pyramidenluda. Egmont Comic Collection, 2002, ISBN 3-7704-2289-9.
- Disney: Lustiges Taschenbuch Mundart – Berlinerisch. Egmont Ehapa Media, 2018, ISBN 3-8413-2409-6.
- Jennifer Sindral, Lewis Carroll: Alice im Wunderland auf berlinerisch. Kindle-Ausgabe.
- Walter Sauer (Hrsg.), Antoine de Saint-Exupéry (Autor), Christian Fröhlich (Übersetzer): Der kleene Prinz: Berlinisch. 3. Aufl. Verlag Naumann, Hanau 2009, ISBN 3-940168-64-5.

## Audio
- Berlinerisch – Berliner Luft und Berliner Schnauze bei der Deutschen Welle. Unter anderem Audioreportage mit Hörbeispielen im mp3-Format.
- Berlinerisch ist schwer auf YouTube, abgerufen am 2. Juli 2019.